# Erioptera scolophora
Erioptera scolophora är en tvåvingeart som beskrevs av Alexander 1973. Erioptera scolophora ingår i släktet Erioptera och familjen småharkrankar. Inga underarter finns listade i Catalogue of Life.